# بيتر براندت
بيتر براندت (بالإنجليزية: Peter Brandt)‏ هو مجدف بريطاني، ولد في 2 يوليو 1931 في مرليبون في المملكة المتحدة.

## وصلات خارجية
- بيتر براندت على موقع الاتحاد الدولي للتجديف (الإنجليزية)
- بيتر براندت على موقع أوليمبيديا (الإنجليزية)
- بيتر براندت على موقع اللجنة الأولمبية البريطانية (الإنجليزية)